# Apple Music
Apple Music er Apples online abonnementmusiktjeneste der giver ubegrænset adgang til over 50 millioner musiknumre.
Apple Music adskiller sig fra iTunes Store ved at brugeren ikke betaler for det enkelte musiknummer, men derimod betaler en fast pris på månedsbasis. Modsat tjenester som Spotify,  tilbyder Apple Music ikke en gratisversion. Det er dog muligt at lytte til købte musiknumre gennem tjenesten uden at være abonnent.
Tjenesten kan tilgås fra Apples egne enheder, der alle har Apple Music integreret i styresystemet. men kan også betjenes på Android, Sonos og via iTunes på Windows-computere.
I 2018 havde Apple Music 50 millioner aktive brugere, hvilket gør tjenesten til en af verdens mest benyttede, dog stadig overgået af Spotify mfl.

## Historie
Apple Music blev annonceret af Apple ved Worldwide Developers Conference i 2015.
Forud for eventet blev tjenestens eksistens afsløret af Doug Morris, chefen for Sony Music.